# Deflazacort
Il deflazacort è un glucocorticoide con proprietà ed usi tipici dei corticosteroidi.
L'attività antinfiammatoria del deflazacort risulta essere minore del 25% rispetto a quella del prednisone (8 mg di deflazacort equivarrebbero a 6 mg di prednisone), ma questa percentuale varia a seconda della patologia trattata. Il vantaggio del deflazacort rispetto ad altri corticosteroidi deriverebbe da una minore compromissione del metabolismo osseo e dei carboidrati.
Dopo essere stato rapidamente assorbito a livello intestinale (picco plasmatico 1-2 ore dopo somministrazione orale), viene immediatamente idrolizzato al 21-desacetil-derivato (principale metabolita attivo) e al 6β-idrossiderivato (inattivo). L'emivita plasmatica del 21-desacetil-derivato è compresa tra le 2 ore nell'uomo e le 4 ore nella scimmia. L'eliminazione dei metaboliti avviene prevalentemente attraverso le urine entro 24 ore.
I valori della DL50 dopo somministrazione orale sono 5200 mg/kg nel topo; dopo somministrazione sottocutanea sono 1610 mg/kg nel topo e 109 mg/kg nel ratto.
Si somministra per via orale in dosi comprese fra 6 mg e 60 mg al giorno, in considerazione della gravità e dell'evoluzione della forma morbosa che viene trattata.